# Teorema de Cauchy-Kovalévskaya
En matemáticas, el teorema de Cauchy-Kovalévskaya (también escrito como teorema de Cauchy-Kowalevski) es el principal teorema de existencia y unicidad local para ecuaciones en derivadas parciales analíticas asociadas a problemas de valores iniciales de Cauchy. Un caso especial fue demostrado por Augustin Louis Cauchy en 1842, y el resultado general fue demostrado por Sofia Kovalévskaya en 1875.

## Teorema de Cauchy-Kovalévskaya de primer orden
Este teorema trata sobre la existencia de soluciones en un sistema de m ecuaciones diferenciales en n dimensiones cuando los coeficientes son funciones analíticas. El teorema y su demostración son válidos para funciones analíticas de variables tanto reales como complejas.
Sea K el cuerpo de los números reales (o complejos), y sean V = K m y W = K n. Sean A1, ...., An −1 funciones analíticas definidas en una cierta vecindad de (0, 0) en W × V que toman valores en las matrices m × m, y sea b una función analítica con valores en V definida en la misma vecindad. Entonces, existe una vecindad de 0 en W en la que el problema de Cauchy cuasi-lineal
{\displaystyle \partial _{x_{n}}f=A_{1}(x,f)\partial _{x_{1}}f+\cdots +A_{n-1}(x,f)\partial _{x_{n-1}}f+b(x,f)}
con condiciones iniciales
{\displaystyle f(x)=0}
en la hipersuperficie
{\displaystyle x_{n}=0}
tiene una solución analítica única ƒ : W → V cerca de 0.
El ejemplo de Lewy demuestra que el teorema no es válido en general para toda función suave (las funciones deben ser analíticas).
El teorema también puede ser enunciado en espacios vectoriales abstractos (ya sean reales o complejos). Sean V y W espacios vectoriales reales o complejos de dimensión finita, con n = dim W. Sean A1, ..., An −1 funciones analíticas con valores en End(V) (el conjunto de todos los endomorfismos de V) y sea b una función analítica con valores en V, definida en cierto vecindario de (0, 0) en W × V. En ese caso, el mismo resultado se cumple.

## Teorema de Cauchy-Kovalévskaya de orden superior
Si F y fj son funciones analíticas cerca de 0, entonces el problema de Cauchy no lineal
{\displaystyle \partial _{t}^{k}h=F\left(x,t,\partial _{t}^{j}\,\partial _{x}^{\alpha }h\right),\quad {\text{donde }}j<k,\ |\alpha |+j\leq k,}
con condiciones iniciales
{\displaystyle \partial _{t}^{j}h(x,0)=f_{j}(x),\qquad 0\leq j<k,}
tiene una solución analítica única cerca de 0.
Esto se sigue del problema de primer orden cuando se consideran las derivadas de h que aparecen a la derecha de la igualdad como componentes de una función vectorial.

### Ejemplo
La ecuación del calor
{\displaystyle \partial _{t}h=\partial _{x}^{2}h}
con la condición
{\displaystyle h(0,x)={1 \over 1+x^{2}}{\text{ para }}t=0}
tiene una única solución en forma de serie de potencias (expandida en torno al origen (0, 0)). Sin embargo, esta serie de potencias formal no converge para cualquier valor de t distinto de cero, por lo que no existe solución analítica en una vecindad del origen. Esto demuestra que la condición |α| + j ≤ k no puede relajarse. (Este ejemplo es atribuido a Kovalévskaya.)

## Teorema de Cauchy-Kovalévskaya-Kashiwara
Existe una amplia generalización del teorema de Cauchy-Kovalévskaya para sistemas de ecuaciones diferenciales parciales lineales con coeficientes analíticos, el teorema de Cauchy-Kovalévskaya-Kashiwara, derivado por Masaki Kashiwara en 1983. Este teorema implica una formulación cohomológica, presentada en lenguaje de D-módulos. La condición de existencia involucra una condición de compatibilidad entre las partes no homogéneas de cada ecuación y la desaparición del funtor derivado {\displaystyle Ext^{1}}.

### Ejemplo
Sea {\displaystyle n\leq m} y {\displaystyle Y=\{x_{1}=\cdots =x_{n}\}}. El sistema {\displaystyle \partial _{x_{i}}f=g_{i},\ i=1,\ldots ,n,} tiene una solución {\displaystyle f\in \mathbb {C} \{x_{1},\ldots ,x_{m}\}} si y sólo si se verifican las condiciones de compatibilidad {\displaystyle \partial _{x_{i}}g_{j}=\partial _{x_{j}}g_{i}}. Para tener una solución única, debe incluirse una condición inicial {\displaystyle f|_{Y}=h}, donde {\displaystyle h\in \mathbb {C} \{x_{n+1},\ldots ,x_{m}\}}.